# Miroslav Imrich
Miroslav Imrich (27. března 1953 Praha – 4. května 2024 Praha-Uhříněves) byl český zpěvák a skladatel, známý především ze svého působení v hudebních skupinách Abraxas a Tango.

## Hudební kariéra
Svou hudební kariéru zahájil v hudební skupině Mentols. Posléze vystřídal hudební formace Variace, Galaxie a Atomový dudy.
V roce 1977 přišel do skupiny Abraxas, která vznikla jen krátce před tím. Po působení v několika lokálních kapelách bylo angažmá v Abraxasu důležitým obdobím. On sám si ovšem po čase začal čím dál více stěžovat na nedostatek uplatnění svých vlastních skladeb a nápadů. Z toho také plynula rostoucí snaha o založení vlastního souboru, kde by svoje snahy mohl prosadit.
V roce 1983 z Abraxasu odešel, aby hned následujícího roku spojil svůj pracovní život s pop-rockovým projektem Tango. S touto hudební skupinou také vstoupil do nejširšího povědomí veřejnosti. Tango poměrně hojně vystupovalo v pozdní normalizační československé televizi v rámci různých hudebních pořadů pro mladé. Svou neotřelou, ale čím dál více popovou hudbou se skupina prosadila také v tehdejším rozhlasu. Gramofonové desky natáčela u Supraphonu. Imrich se v kapele profiloval nejen jako zpěvák, ale i jako skladatel většiny hudebních skladeb. V roce 1986 se Imrich a jeho Tango dostali na prestižní Bratislavskou lyru, se skupinou Olympic vystupovali v Ženevě; následně odjeli na turné s formacemi Klincz v Polsku, Stern Meissen v NDR a F.S.B. v Bulharsku. Po návratu ze šňůry, která byla složena ze 750 koncertů, se u některých členů kapely dostavil pocit jistého vyhoření, u jiných tvůrčí nespokojenost, související s méně úspěšnými nahrávkami let 1987–1988. Na jaře 1988 se Tango rozpadlo a Imrich hledal nové angažmá.
Vůči popu cítil averzi, což ho koncem roku 1988 nasměrovalo do metalové kapely Alarm. Její existence však neměla dlouhého trvání. Nové poměry tržní ekonomiky byly pro Imricha podobně problematické, jako pro prakticky všechny jeho tuzemské kolegy. Mezi roky 1992–1993 se sice snažil vybudovat novou skupinu pod názvem Imrich Tekkknofactory, ale okolnosti mu nepřály. Jednu chvíli žil dokonce doma ze sociálních přídavků, které rodina dostávala na děti. Mezi roky 1994 až 2000 se svou kariéru snažil opětovně nastartovat ve skupině Factory.
V roce 2007 na lokální úrovni s jistým úspěchem obnovil kapelu Tango.
Na sklonku života vedl boj s rakovinou, v dubnu 2024 byl s nemocí v posledním stádiu hospitalizován. Po odchodu z nemocnice spáchal v noci na 4. května 2024 sebevraždu – na železniční trati mezi pražskými částmi Uhříněves a Kolovraty jej ve věku 71 let srazil vlak. Stalo se tak nedaleko místa sebevraždy zpěvačky Ivety Bartošové v roce 2014.